# فري داونلود مانيجر

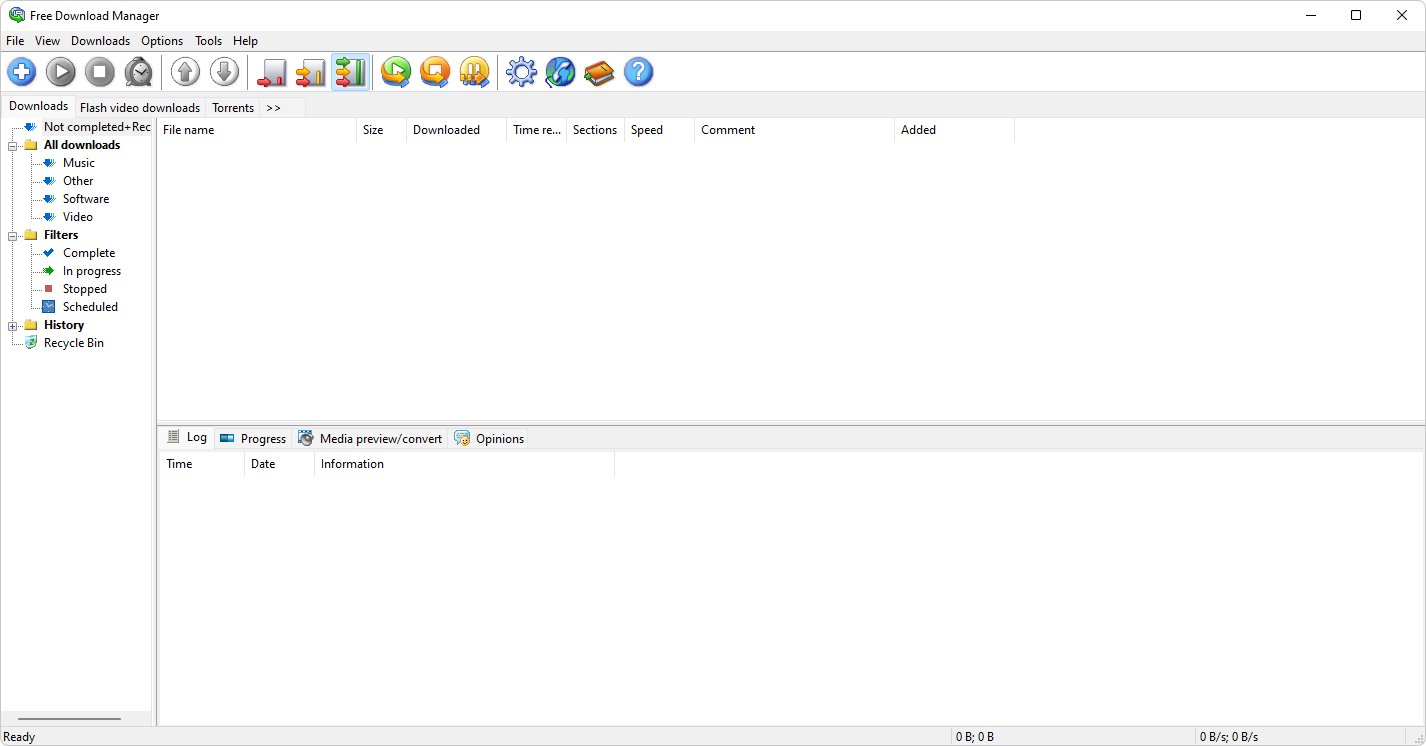
فري داونلود مانيجر، نسخة 3.9 في ويندوز 8.

فري داونلود مانيجر (بالإنجليزية: Free Download Manager)‏ ويُعرف اختصارًا بـFDM، هو مدير تنزيل للملفات إحتكاري خاص بنظامي مايكروسوفت ويندوز وماك أو إس إكس. كما أصبح برنامجًا حرًا ابتداءً من نسخته 2.5.
وفي سنة 2007، تلقى فري داونلود مانيجر جائزة ذهبية من مجلة ويبوزر.

## الخصائص
- متعدد اللغات
- الواجهة الرسومية تقدم مجموعة من البوابات التي تنظم أنواع التنزيلات وتوفر إمكانية الوصول إلى خدمات مختلفة من البرنامج.
- وجهة «معلومات في التنزيل» تتيح مشاهدة أشرطة التقدم، معاينة الملف، وآراء المجتمع حول الملف، ووحدة تظهر حالة ووضعية الإتصال.
- سلة سحب وإفلات للتحميلات.
- دعم تحميل الملفات من HTTP وFTP.
- دعم بروتوكول بت تورنت على ويندوز 2000/إكس بي/2003/فيستا (من خلال مكتبة ليبتورنت).
- دعم ميتالينك، للتحميل بسهولة من المرايا.
- تحميل ملفات فلاش الفيديو مباشرة من المواقع مثل يوتيوب وجوجل فيديو بصيغة FLV أو تحويلها إلى واحدة من صيغ الفيديو الأكثر شعبية.
- استئناف التنزيل في حالة توقف الاتصال بالأنترنت.
- تحديد سرعة التحميل من خلال 3 أنماط مختلفة.
- إمكانية تحميل الملفات بصيغة ZIP.
- إمكانية التحكم عن بعد عبر الإنترنت.
- الحماية الفعالة ضد برامج التجسس وأدوير من خلال تعليقات المجتمع على كل تحميل.
- إمكانية تبادل الملفات مع المسخدمين الآخرين من خلال مدير التحميل.

### النوافذ
- التنزيلات – نافذة خاصة تبين الملفات المنزلة، ويمكن للمستخدمين إنشاء مجلدات لتحميل الملحقات الخاصة بالملفات المنزلة.
- تحميلات الفلاش فيديو – تساعد هذه الميزة للمستخدمين من تحميل ملفات الفيديو بصيغة FLV من يوتيوب أو جوجل فيديو أو من المواقع الأخرى.
- تورنت – يمكن من تحميل الملفات عن طريق بروتوكول تورنت.
- التحميل – يسمح للمستخدمين تبادل الملفات مع مستخدمين آخرين.
- جدولة – يمكن للمستخدمين إنشاء وإدارة جدولة خاصة لتشغيلها في أوقات محددة، وتشمل المهام التالية: بدء وإيقاف التنزيل، إيقاف تشغيل الحاسوب بالإضافة إلى مهام أخرى.
- استكشاف الموقع – هذه الميزة هي FTP.
- مدير المواقع – تتيح هذه الميزة للمستخدمين لتكوين حماية من المواقع المشكوك في أمرها، مثل المواقع التي تطلب المصداقية...

### التوافق
يتوافق فري داونلود مانيجر مع المتصفحات التالية:
- موزيلا فيرفكس
- إنترنت إكسبلورر
- أبيرا
- نتسكيب
- سفاري
- جوجل كروم
- سي مونكي